# Aire d'attraction de Belleville-en-Beaujolais
L'aire d'attraction de Belleville-en-Beaujolais est un zonage d'étude défini par l'Insee pour caractériser l’influence de la commune de Belleville-en-Beaujolais sur les communes environnantes.

### Carte

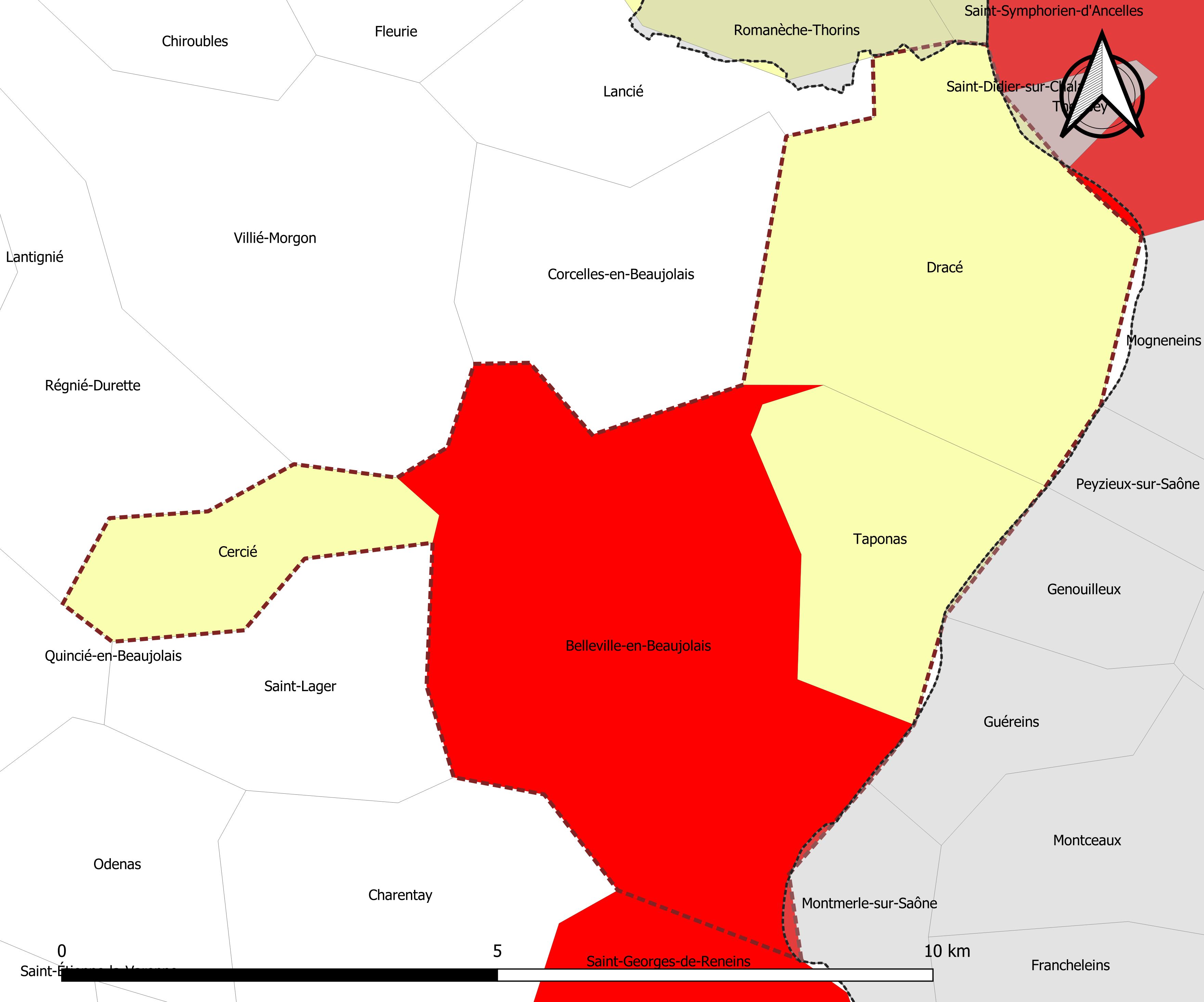
Carte de l'aire d'attraction de Belleville-en-Beaujolais.
Commune-centre
Commune de la couronne

## Définition
L'aire d'attraction d'une ville est composée d’un pôle, défini à partir de critères de population et d’emploi ainsi que d’une couronne constituée des communes dont au moins 15 % des actifs travaillent dans le pôle. Le pôle d’attraction constitue ainsi un point de convergence des déplacements domicile-travail,.

## Géographie
L’aire d'attraction de Belleville-en-Beaujolais est une aire intra-départementale qui comporte 4 communes dans le Rhône. 

### Composition communale
| Nom                                       | Code Insee | Département | Statut                 | Superficie (km2) | Population (dernière pop. légale) | Densité (hab./km2) | Modifier                                    |
| ----------------------------------------- | ---------- | ----------- | ---------------------- | ---------------- | --------------------------------- | ------------------ | ------------------------------------------- |
| Belleville-en-Beaujolais (commune-centre) | 69019      | Rhône       | commune-centre         | 22,86            | 13 767 (2022)                     | 602                | modifier les données · modifier les données |
| Cercié                                    | 69036      | Rhône       | commune de la couronne | 4,94             | 1 135 (2022)                      | 230                | modifier les données · modifier les données |
| Dracé                                     | 69077      | Rhône       | commune de la couronne | 14,87            | 1 178 (2022)                      | 79                 | modifier les données · modifier les données |
| Taponas                                   | 69242      | Rhône       | commune de la couronne | 7,64             | 908 (2022)                        | 119                | modifier les données · modifier les données |

## Démographie
Cette aire est catégorisée dans les aires de moins de 50 000 habitants, une catégorie qui regroupe 12,2 % de la population au niveau national,.